# 斯梅哈
50°14′24″N 25°45′57″E / 50.24000°N 25.76583°E

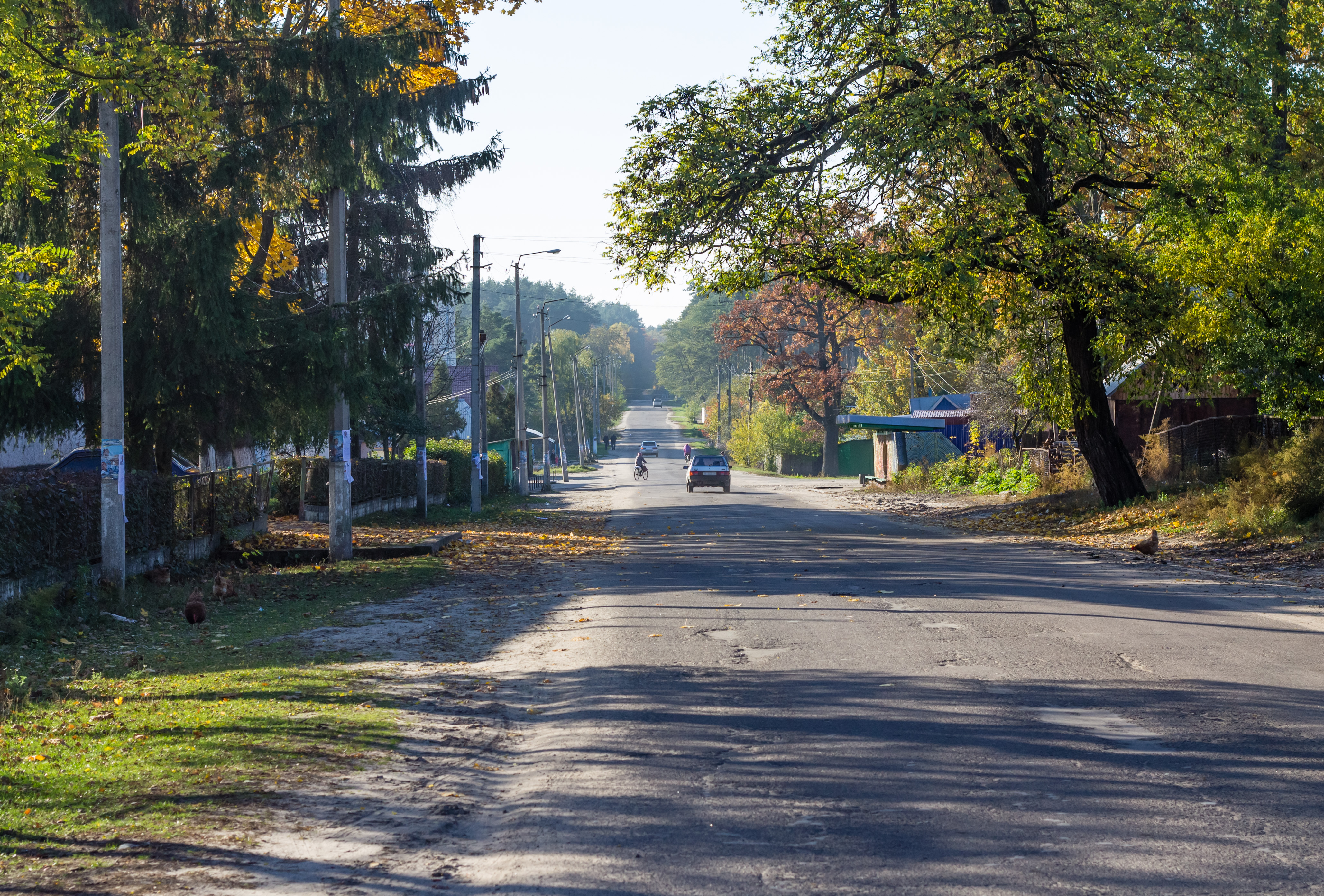

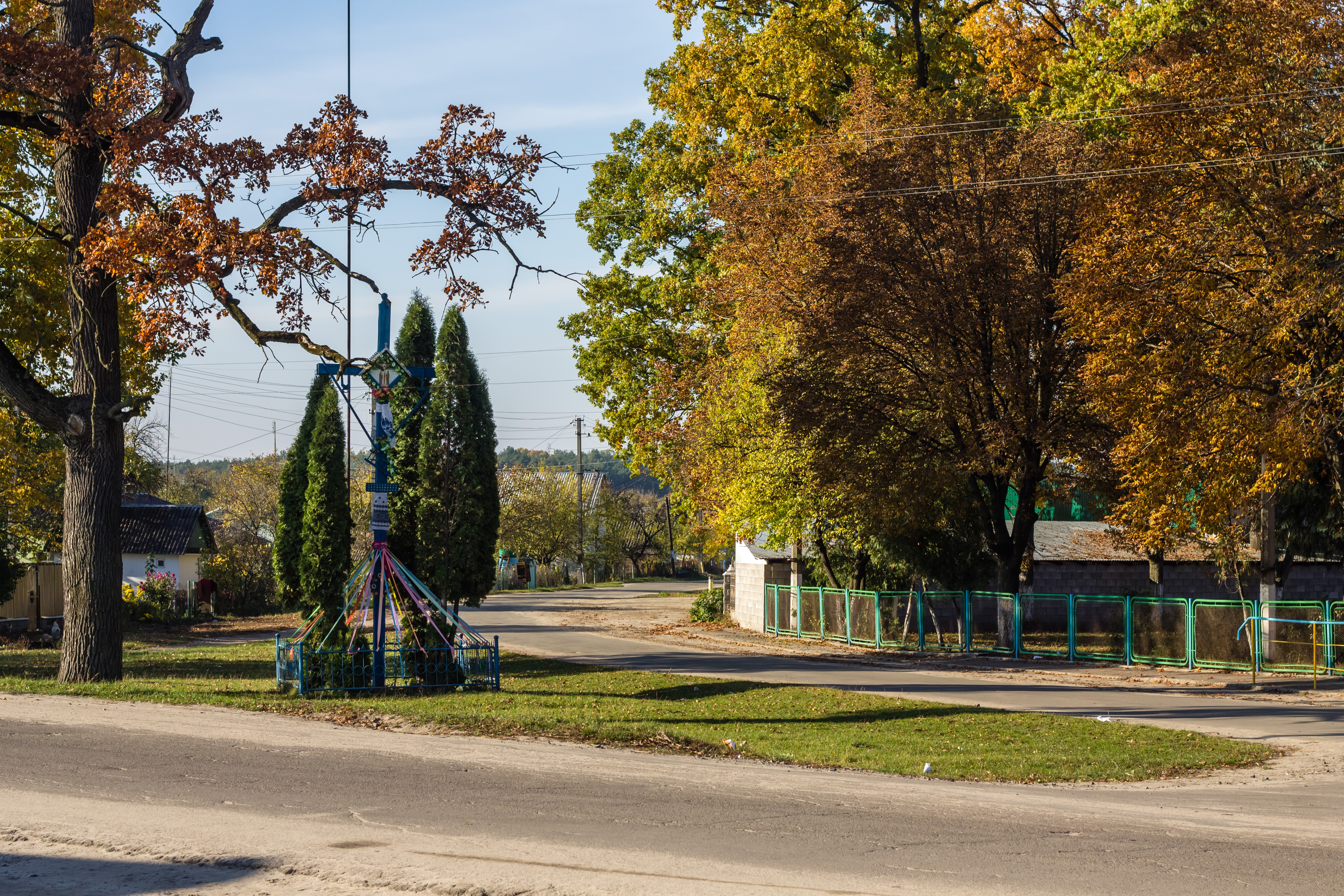

斯梅哈（烏克蘭語：Смига），是烏克蘭西北部羅夫諾州杜布諾區斯梅哈市镇内的市級鎮及其行政中心。距離杜布諾24公里，始建於1861年，面積34.17平方公里，2011年人口2,654，人口密度每平方公里77.67人。